# Fipronil
Il fipronil, conosciuto anche come fluocianobenpirazolo, è un insetticida ad ampio spettro che disturba l'attività del sistema nervoso centrale dell'insetto impedendo il passaggio degli ioni cloruro attraverso il recettore del GABA e il recettore del Glu-Cl. Ciò causa la ipereccitazione dei nervi e dei muscoli degli insetti contaminati.
Il fipronil è salito alla ribalta mediatica essendone state trovate quantità significative nelle uova.

## Descrizione e composizione
La selettività d'azione del fipronil nei confronti degli insetti dipende da un'efficacia maggiore a livello dei recettori del GABA ma anche dal fatto che i recettori del Glu-Cl non esistono nei mammiferi.
Il fipronil è un veleno a lenta attività d'azione: una volta inserito in un'esca, l'insetto viene avvelenato ma non muore istantaneamente, avendo il tempo di ritornare alla colonia o nella tana. Nelle blatte è stato rilevato che le carcasse possono contenere quantità di antiparassitario residuo sufficiente per uccidere altri insetti nello stesso luogo nel quale gli insetti si rifugiano. Nelle formiche, la condivisione dell'esca fra i diversi membri della colonia aiuta la diffusione del veleno nella colonia. Con tale effetto a catena, il tasso di avvelenamento è circa del 95% in 3 giorni sia per le formiche sia per le blatte.
Il fipronil è usato come principio attivo in prodotti commerciali antiparassitari per gli animali da compagnia, a una concentrazione di circa 9,8%, e viene spesso usato insieme con il metoprene, un repellente per pulci e zecche, usato nella concentrazione dell'8,8%.
È importante sapere che tale farmaco è tossico per il coniglio, mai utilizzarlo in caso di parassitosi in questa specie.
Dopo un'applicazione locale, il fipronil è assorbito debolmente (approssimativamente il 15%) attraverso la pelle. Comunque bassi livelli di fipronil possono essere rilevati nel plasma, con una variabilità molto alta fra i cani.

## Meccanismo d'azione
Si lega al sito allosterico dei recettori del GABA e al recettore del Glu-Cl (quest'ultimo presente nell'insetto e non nei mammiferi), bloccando la modulazione della trasmissione nervosa dell'insetto. Nei mammiferi e vertebrati può essere dannoso grazie ai metaboliti e al fatto che un uso scorretto ha recentemente provocato danni ai produttori di uova. Usato per la disinfestazione del pidocchio rosso (in realtà un acaro) nella produzione industriale di uova e allevamenti di ovaiole il fipronil si è rinvenuto come residuo indicando così l'impiego illegale. Per la disinfestazione delle galline ovaiole, anche a livello industriale, è bene impiegare l'alternativa rappresentata dal calore vedi "Le alte temperature contro il pidocchio rosso. - Agricoltura, Regione Emilia-Romagna, 43 (5): 26-27". Un mezzo fisico di lotta a infestanti dei magazzini, ecc.

## Informazioni per il medico
Fipronil è un inibitore reversibile del recettore dell'acido γ-amminobutirrico (GABA).

### Sintomi
I sintomi che si possono osservare nell'uomo a seguito di esposizione a forti dosi, singola o ripetuta, sono ipereccitabilità, irritabilità, tremori e, a uno stadio più grave, letargia e convulsioni. I sintomi sono reversibili, una volta terminata l'esposizione.

### Terapia
In caso di ingestione, cercare di indurre il vomito se la vittima è cosciente; non va indotto il vomito, invece, in una persona svenuta. La sostanza si assorbe lentamente attraverso l'intestino; per ridurre l'assorbimento usare una lavanda gastrica, un purgante salino o carbone attivo. Non è noto un antidoto specifico. Dati sperimentali evidenziano che barbiturici e benzodiazepine risultano efficaci nel prevenire le convulsioni indotte dal fipronil. In ogni caso consultare un Centro Antiveleni.